# Шкоди
Шкоди (пол. Szkody, нім. Skodden) — село в Польщі, у гміні Біла Піська Піського повіту Вармінсько-Мазурського воєводства.
Населення — 309 осіб (2011).

## Демографія
Демографічна структура станом на 31 березня 2011 року:
|          | Загалом | Допрацездатний вік | Працездатний вік | Постпрацездатний вік |
| -------- | ------- | ------------------ | ---------------- | -------------------- |
| Чоловіки | 169     | 43                 | 112              | 14                   |
| Жінки    | 140     | 25                 | 92               | 23                   |
| Разом    | 309     | 68                 | 204              | 37                   |